# تشيبو جوميدي
تشيبو جوميدي (بالإنجليزية: Tshepo Gumede)‏ (21 أبريل 1991 في جنوب أفريقيا - ) هو لاعب كرة قدم جنوب أفريقي في مركز الدفاع. شارك مع منتخب جنوب أفريقيا لكرة القدم. أما مع النوادي، فقد لعب مع أورلاندو بيراتس وسوبر سبورت يونايتد ونادي مبومالانجا بلاك أسأت وبلاتينيوم ستارز ‏.

## روابط خارجية
- تشيبو جوميدي على موقع قاعدة بيانات كرة القدم.إي يو (الإنجليزية)
- تشيبو جوميدي على موقع ناشيونال فوتبول تيمز (الإنجليزية)
- تشيبو جوميدي على موقع Soccerway.com (الإنجليزية)